# Videasta

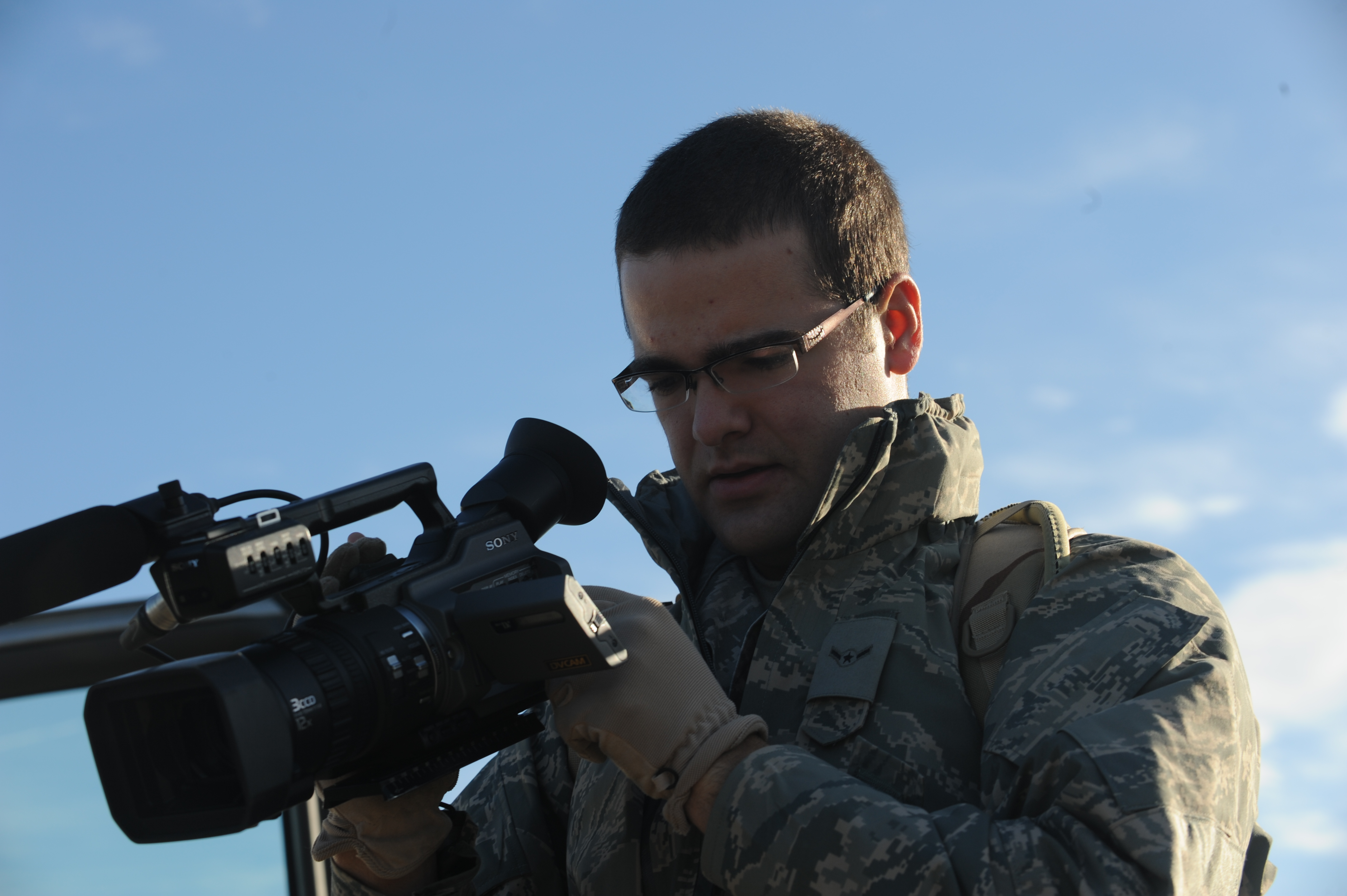
Videasta filmando um avião dos EUA.

Videasta tem o mesmo sentido que vídeo-artista, ou seja: é o artista que trabalha tendo como suporte final para a exposição de seu trabalho o vídeo. 

## Descrição
Algumas pessoas consideram o trabalho do videasta equivalente ao do cineasta, porém realizando vídeos ao invés de filmes em película, mas esta consideração é equivocada. O trabalho do videasta é claramente diferente do cineasta, uma vez que cinema é essencialmente montagem e narrativa audiovisual enquanto vídeo engloba toda uma cadeia de mídia, cujos conceitos se subdividem tantas vezes quanto os veículos disponíveis atualmente: televisão, videocast (ou vodcast), videogame, videoarte, VJ ou vjing, mobile media, videolog (ou vlog), videoclip, vídeodocumentário, videotexto, webcam, etc. 
O videasta profissional é muitas vezes confundido com o do videomaker (do inglês, "fazedor de vídeo"), mas na verdade, e em função do "asta" do próprio nome, seu trabalho está ligado mais ao aspecto artístico de se fazer vídeo do que puramente o técnico ou documental. Dessa forma, o videasta pode ser considerado um artista da videoarte ou um VJ. 
O videasta muitas vezes é o único responsável por toda a cadeia produtiva de um vídeo, executando as funções de produtor, operador de câmera, fotógrafo, editor de vídeo, etc., sendo, então um dos tipos de artista mais completos atualmente, uma vez que seu trabalho é multidisciplinar.

## Formação
A palavra 'videasta' é uma palavra-valise formada pela junção de vídeo com cineasta, com perda do 'cine' inicial de cineasta e a letra O final de vídeo e pela retirada do acento.